# Noele Rocha Bastos
Noele Rocha Bastos (Vitória, 28 de junho de 1988) é uma jogadora de futebol de areia brasileira.

## Biografia e carreira
Em setembro de 2019, o Brasil passou a ter pela primeira vez uma Seleção Feminina de Futebol de Areia e Noele foi convocada para defender o time. A seleção foi apresentada oficialmente no mês seguinte. Ainda em 2019, a Seleção fez sua estreia nos Jogos Mundiais de Praia conquistando a medalha de bronze já em sua primeira participação na competição. No mesmo ano, atuando pelo time polonês Grembach, a atleta foi vice-campeã do Wolrd Winners Cup realizado em Alanya, na Turquia.
Noele foi campeã da Copa do Brasil de Beach Soccer 2020 defendendo o Flamengo tendo marcado um dos gols da final contra o Vasco da Gama.
Em agosto de 2021, houve a realização da Copa Intercontinental na Rússia onde a Seleção Brasileira conquistou o seu primeiro título tendo, novamente, Noele na equipe. O time venceu os dois primeiros jogos do quadrangular contra Espanha e Estados Unidos da América, e, mesmo perdendo o jogo contra a Rússia, elas conquistaram a taça.
Noele tem passagens por diversos clubes, bem como Lady Terracina, da Itália, Flamengo, do Rio de Janeiro,  Grembach, da Polônia, Anchieta, do Rio de Janeiro, entre outros.

## Principais conquistas
Wolrd Winners Cup
- Vice-campeã – 2019

Copa do Brasil de Beach Soccer
- Campeã – 2020

Copa Intercontinental
- Campeã – 2021